# Тамирская волость
Там́ирская во́лость — единица административно-территориального деления Российской империи, входила в состав Верхнеудинского уезда, позднее Верхнеудинского округа.
Существовала с 1885 года.
Включала в себя поселения:
- Малая Кудара (с церковью),
- Уладый,
- Ошун (ныне не существует),
- Жарниково (ныне входит в состав Дунгуя),
- Дунгуй,
- Хамнигадай,
- Убур-Киреть,
- Шазагай,
- Унгуркуй,
- Тамир (с начальным училищем и церковью)

Всего по состоянию на 1896 год проживало 3980 жителей.
По данным на 1 января 1926 года входила в Троицко-Савский аймак Бурято-Монгольской АССР и включала 12 селений с 6736 жителями.
Ликвидирована 26 сентября 1927 года в связи с утверждением нового административного деления республики.